# Челебианлу
 Челебианлу (азерб. Çələbiyanlı) — этнографическая группа азербайджанцев.

## Название
Слово «челеби» употреблялось в литературном османском языке вплоть до XVIII века в качестве титула или звания владетельных особ, высшего духовенства (особенно тех, кто стоял во главе суфийских братств), знаменитых писателей (Эвлия Челеби) и т. д. Первым известным лицом, носившим это звание, был, по-видимому, Челеби Хусам ад-Дин (умерший в 1284 г.), преемник Джалаладдина Руми в качестве главы суфийского братства мевлеви. В стихах поэта Касим-и Анвара (ум. в 835 г. х./1431-1432 г. н. э.) «челеби» означает «возлюбленный» в суфийском смысле, то есть «бог».
В XIV и XV веках многие турецкие князья и принцы в Османской империи назывались «Челеби», среди них все сыновья султана Баязида I (например, Мехмед и Муса). Грекам «челеби» было известно только как турецкое слово; согласно одной глоссе к Сфрандзи, «челеби» на языке турок означало «благородного происхождения». В словаре Хуласа-йи 'Аббаси для «челеби» приводятся значения: «писатель», «поэт», «читатель», «знающий», «одаренный природным умом».
Так же объясняется этот термин в Лахджа-йи 'усманийа Ахмед Вефик-паши, причем добавляется, что «челеби» в значении «умеющий читать» позднее было вытеснено словом «эфенди». Известия европейских авторов XVI века показывают, что «челеби» в то время употреблялось в том же значении, как испанское «don» и французское «monsieur», то есть так, как позднее стало употребляться слово «эфенди». Как прозвище поэтов и ученых «Эфенди» вместо «Челеби» вошло в употребление, по-видимому, в конце XVII — начале XVIII века.
Помимо своего религиозного значения (в братстве мевлеви оно обозначает высшую духовную степень, глава ордена именуется челеби-эфенди), слово «челеби», видимо, имело примерно такие же значения, как персидское мирза, которым одинаково обозначались как принцы царствующего дома, так и вообще благородные и образованные господа, как знаменитые учёные, так и простые писцы.
-ян-. Слова, которые так образуют множественное число.

## Расселение
Проживают в Иранском Азербайджане, на севере Ирана (а также в некоторых других его районах), в Азербайджане (в Зангеланском районе).

## Религия
Челебианлу исповедуют ислам, преимущественно шиитского толка.

## Быт
Традиционная культура типична для скотоводческих народов Западной Азии. Занимаются полукочевым скотоводством, совершая сезонные кочевки на запад от реки Карасу.
С наступлением весны челебианлу поднимались со своими стадами на горные пастбища Карадага

## История
Исторически были тюркским племенем, жившим в Эрзуруме. Подразделялись на племенные объединения Хумарлу, Худаярлу, Гасаналибейли, Кулубейли, Сарыбейли, Алиханлу, Шуджаханлу. На рубеже XVI—XVII веков переселились в район Карадага и долину реки Аракса. Куда их привёл вождь Вали ага. Они были три братья: Вали-ага, Дюз-Мухаммед-ага и Иляс-хан. Позже эльханом племен становится сын Вали-ага Юсиф-хан.
В начале XVII века Челебианлу входили в состав войска шах Аббаса I при завоевании Карабах. Когда в 1605 году войска шаха Аббаса I отняли Ширван у османских воинов, шах еще до полного очищения области от турок (в руках последних были еще главные крепости Карабаха — Гянджа, поспешил завершить организацию местной военной знати и поставить во главе ее эмиров.
Гусейн-султан Челебианлу участвовал на церемонии коронации Надир-шаха в 1736 году в Мугани.
В XVIII в. челебианцы стали правящей магалов — Кейван (Keyvan), Кярмадюз (Kərmədüz), Калейбар (Kəleybər), Миндживан (Mincivan), Чардангэ (Çardangə) в Карадагском ханстве.
Многочисленные письменные источники указывают на большую численность челебианцев в XIX в. в Аракской долинах.
В российских источниках это племя упоминается впервые в 1826 году. Комендант пограничной с Персией Карабахской области докладывал о набегах Челебианлу.
В середине XIX в. летом здесь насчитывалось 5 тыс. шатров (35-55 тыс. человек). По описанию путешественников, челебианлу — мужественное, сильное, богатое племя.
В начале XX в. челебианлу выставляли 10 тыс. всадников под предводительством Гаджи Рагим-хана в Кейване. Гаджи Рагим-хан жил в деревне Гасратан. В 1908 году в Тебризе началось восстание против власти шаха. Шах направляет к Тебризу 25-тысячный отряд под начальством Рахим-хана, который окружает город со всех сторон и отрезает его от подвоза продовольствия. Все атаки Рахим-хана были отбиты. Защита города длилась 9 месяцев.
Против восставших выступали не только шахские отряды и местные реакционеры, но также банды караджедагцев во главе Рахим-ханом Челебианлу, отряды шахсевенов во главе с Насроллой-ханом Юртчи, отряды из Маранда, возглавляемые феодалом Шоджа-Незамом. Борьба происходила с переменным успехом и в июле; в августе 1908 г. реакционерам удалось занять почти весь Тебриз, за исключением части квартала Амирхиз, где укрепились революционные отряды Саттар-хана. Но Саттар и другие руководители тебризского восстания пользовались широкой поддержкой народных масс и их отряды непрерывно пополнялись добровольцами. К октябрю 1908 г. восставшим тебризцам удалось изгнать полностью из города шахские войска, и вооруженных реакционеров.
Войска Гаджи Самад-хан Мукаддама совместно с войсками Рахим-хана — предводителя племени челебианлуйцев — к весне 1909 года заняли все прилегающие к городу районы. В апреле конституционалисты согласились на переговоры, однако в конце апреля осада была снята российскими войсками, захватившими Тебриз по официально выраженной причине — «для облегчения страданий иностранных граждан».

### Известные личности
- Багир-хан Челебианлу
- Рахим-хан Челебианлу
- Дирили Сурхай